# 서재헌
서재헌(徐載憲, 1979년 4월 25일 ~ )은 대한민국의 정치인이다.

## 학력
- 신천초등학교 졸업
- 영신중학교 졸업
- 영신고등학교 졸업
- 계명대학교 경제학 학사
- 고려대학교 정책대학원 경제정책학 석사
- 영국 스트래스클라이드대학교 대학원 MBA

## 경력
- 미래에셋증권 직원
- 더불어민주당 상근부대변인
- 경기신용보증재단 경영기획본부장

## 역대 선거 결과
|  | 33.01% |

|  | 26.62% |

|  | 17.98% |

|  | 26.69% |